# Dillingen (Adelsgeschlecht)

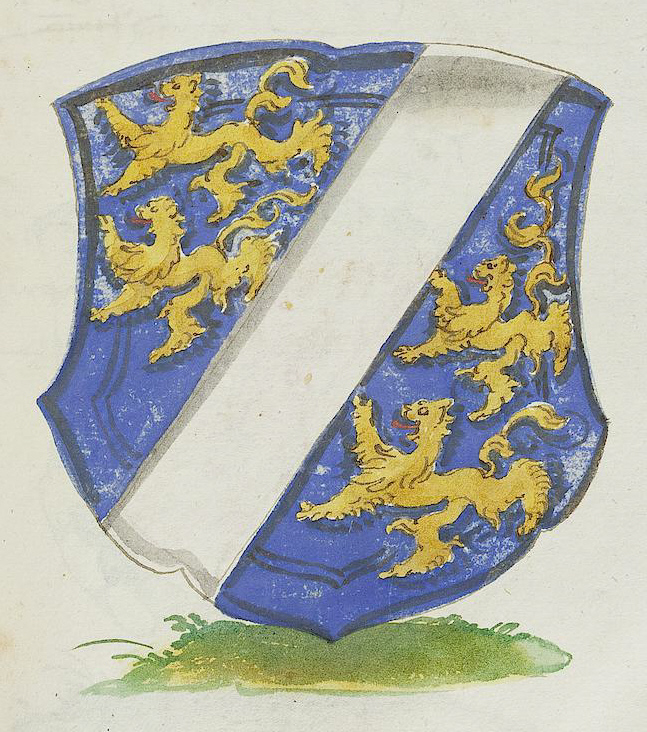
Wappen

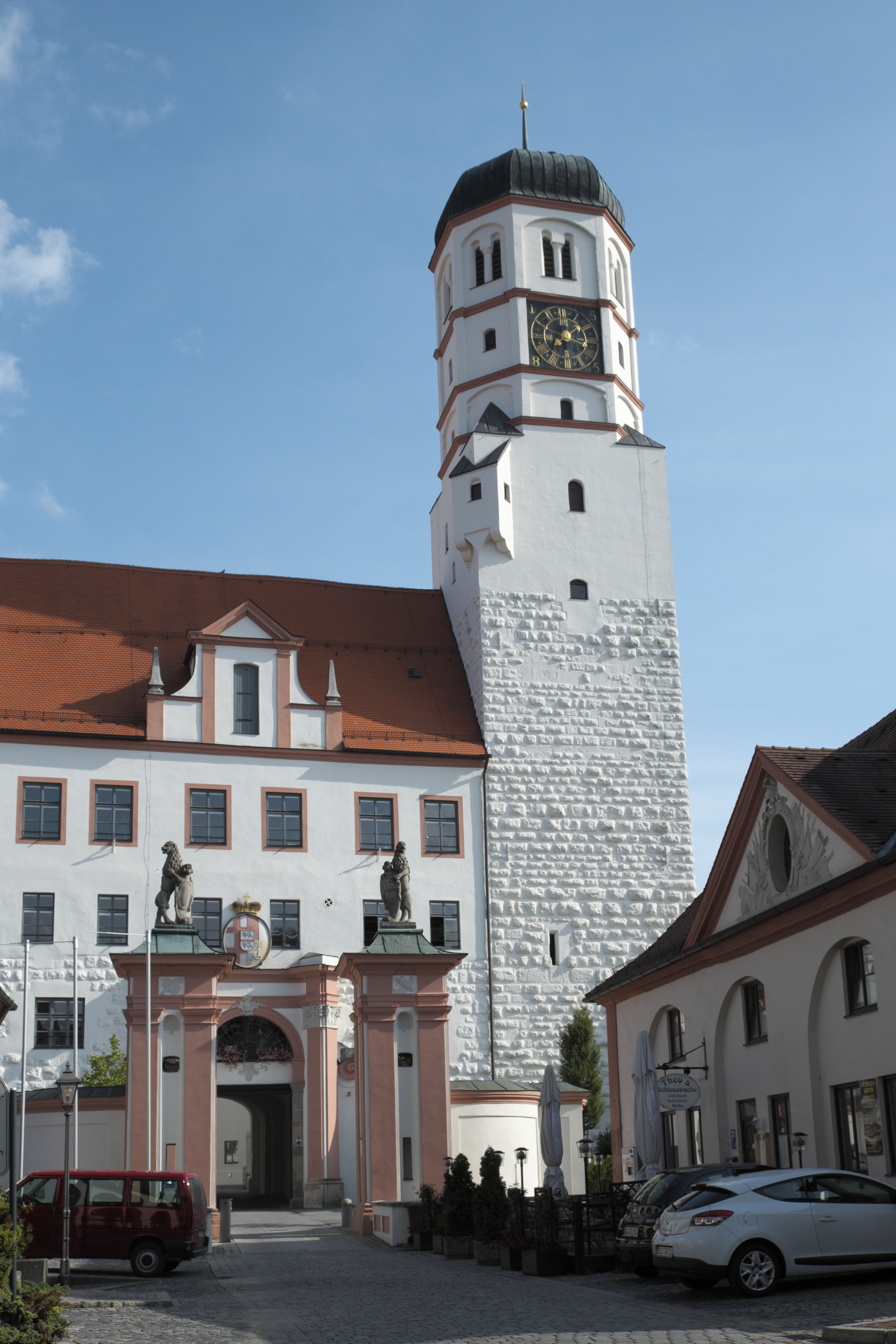
Schloss Dillingen an der Donau

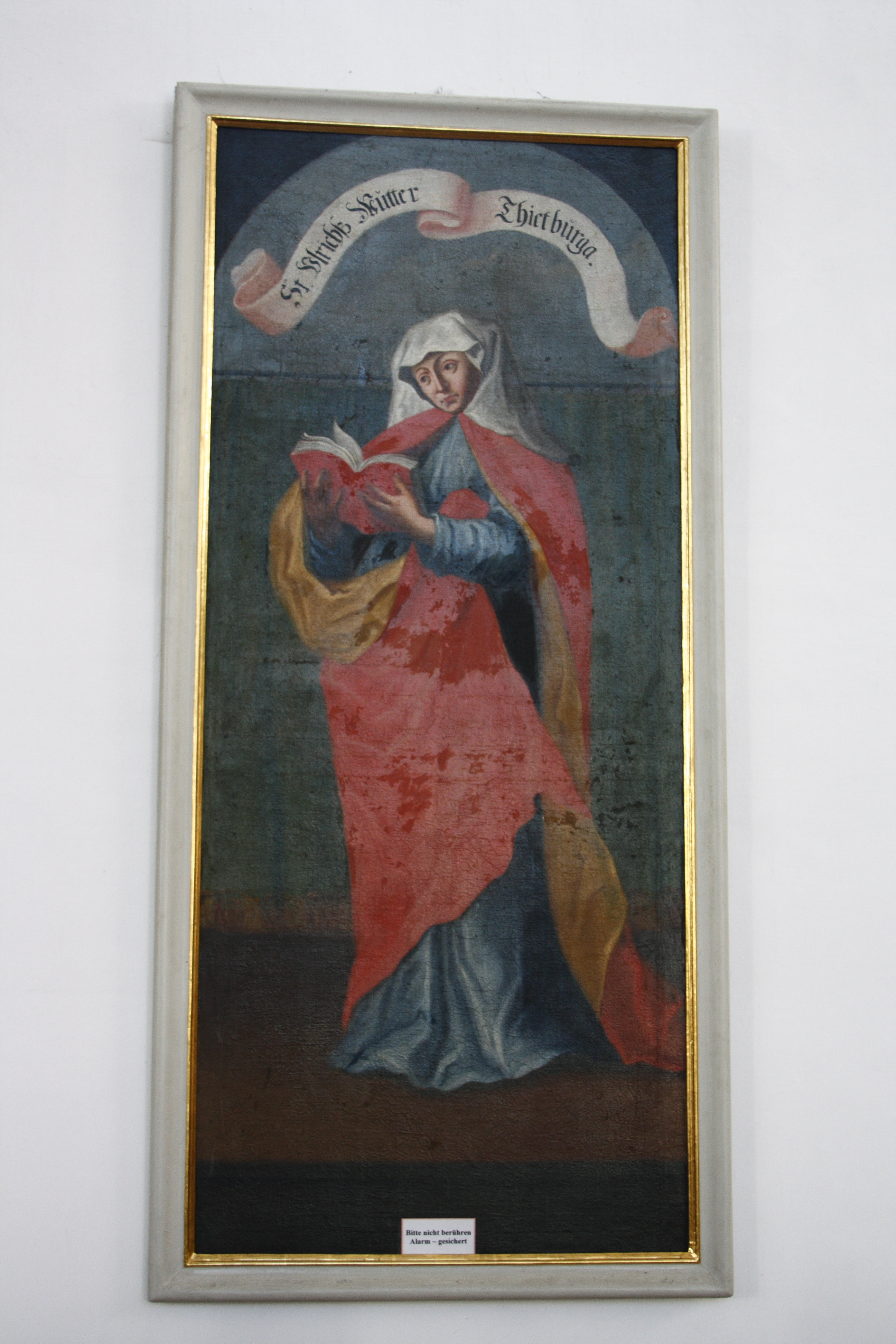
Gemälde der Thietburga, der Mutter des heiligen Ulrich, in der Pfarrkirche St. Ulrich und Martin in Wittislingen

Dillingen, in früherer Zeit Hupaldinger genannt, war der Name eines alten schwäbischen Adelsgeschlechtes, das bis in den Grafenrang aufstieg. Die Hupaldinger, deren Stammsitz in Wittislingen lag, siedelten im 9./10. Jahrhundert in die von ihnen errichtete Burg in Dillingen an der Donau über und nannten sich von nun an nach dem neuen Stammsitz.

## Entstehung der Grafschaft Dillingen
Nachdem die fränkischen Könige das Alemannische Herzogtum um 746/48 zerschlagen hatten, unterteilten sie das Gebiet in Grafschaften (comitatus) und setzten zur Verwaltung Grafen (comes) ein. Entlohnt wurde der Graf für die Dauer seines Amtes durch ein Lehen. Amt und Lehen wurden mit der Zeit erblich.
Der Grafschaftsbezirk der Grafen von Dillingen entstand spätestens in der zweiten Hälfte des 8. Jahrhunderts und umfasste ungefähr den Landstrich zwischen den Ausläufern des Jura und der Donau, vielleicht mit teilweiser Einbeziehung des Südufers der Donau. Seine Ostwestausdehnung erstreckte sich zwischen Gundelfingen und Donauwörth. Der südlich der Donau gelegene Nordfelder Hof war alter Besitz der späteren Grafen von Dillingen.
Die Grafschaft wurde von Wittislingen aus verwaltet, dem Stammsitz der späteren Hupaldinger und Vorfahren der Grafen von Dillingen. Aufgrund der kostbaren Grabbeigaben, die im sogenannten Wittislinger Fürstengrab aufgefunden wurden, wird vermutet, dass Wittislingen bereits im 7. Jahrhundert Sitz eines Hochadelsgeschlechtes war und dass einem Nachkommen dieses Geschlechtes das Grafenamt übertragen wurde.
Dieses Amt übten wohl seit dem 9. Jahrhundert die Hucpaldinger oder Hupaldinger aus, als deren Ahnherr Hucpald oder Hupald I. (* um 865; † 910) gilt, der mit Dietpirch, vermutlich einer Cousine des Herzogs von Schwaben Burchard I., verheiratet war. Deren Sohn Dietpald I., der mehrere Grafschaften verwaltete und der im Jahr 955 in der Schlacht auf dem Lechfeld ums Leben kam, erbaute eine erste Burg in Dillingen, in der Nähe eines leicht passierbaren Donauübergangs. Nach dem Tode Dietpalds belehnte Kaiser Otto I. dessen Sohn Richwin mit den Grafschaften seines Vaters.

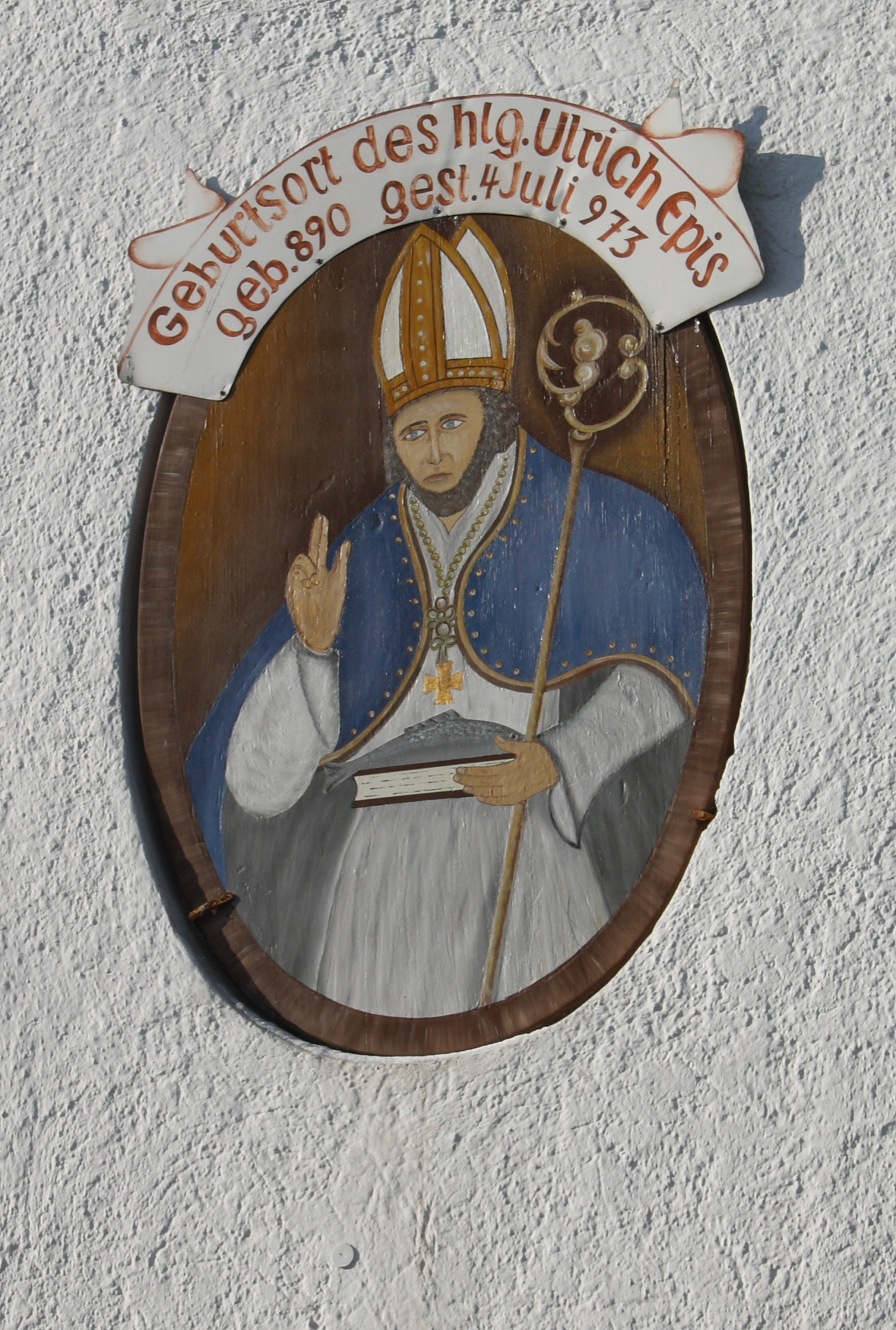
Gemälde an einer Hausfassade gegenüber der Pfarrkirche St. Ulrich und Martin in Wittislingen

In der Burg in Dillingen weilte zu Ostern 973 Ulrich von Augsburg, der Bruder Dietpalds I. Dies geht aus der 992 von dem Augsburger Dompropst Gerhard verfassten Vita des heiligen Ulrich hervor, in der Wittislingen („Witegislinga“) und Dillingen („Dilinga“) erstmals erwähnt werden. Sie belegt, dass die Grafen ihren Sitz nicht mehr in Wittislingen, sondern im castellum Dilinga hatten. Nach dieser Burg nannten sich die Hupaldinger comites de Dilinga, Grafen von Dillingen, wie sie erstmals in einer Urkunde aus dem Jahr 1111 bezeugt sind.
In der ersten Hälfte des 12. Jahrhunderts wurde die Dillinger Burg zu einer mächtigen Festung mit zwei Bergfrieden und einem Palas in der Mitte ausgebaut. 1220 wird ein castrum Dilingin erwähnt.

## Hartmann I.
Hartmann I. war der Sohn von Hupald IV. († 1074, Grafen von Dillingen als Hupald III.) und dessen Gemahlin Adelheid. Er wurde kurz nach 1040 geboren und heiratete um 1065 Adelheid von Winterthur. Durch diese Heirat gelangten die Grafen von Dillingen in den Besitz der Grafschaft Kiburg oder Kyburg. Hartmann und Adelheid hatten sechs Kinder, drei Söhne (Hartmann II., Adalbert I. und Ulrich) und drei Töchter (Mathilde, Adelheid und Hedwig).
Mit der Gründung des Klosters Neresheim auf seiner Burg Neresheim im Jahre 1095 trieb Hartmann die Besiedlung und Kultivierung des Härtsfeldes voran. Die Abtei, die kurz vor dem Ersten Kreuzzug, an dem er selbst oder sein Sohn teilnahm, gegründet worden war, wurde zum Hauskloster und zur Grablege der Grafen von Dillingen. Sie wurde den Bistumsheiligen Ulrich und Afra geweiht und mit Benediktinermönchen aus dem Kloster Petershausen am Bodensee besiedelt.
Die Tochter Mathilde wurde Äbtissin des Klosters Neresheim. Nach dem Tod ihres Gemahls Ulrich von Gammertingen ließ die zweite Tochter Adelheid das Kloster Zwiefalten bauen, in das sie selbst und später auch ihre Schwester Hedwig eintrat. Auch Graf Hartmann I. zog sich gegen Ende seines Lebens als Mönch nach Neresheim zurück, wo er 1121 starb. Wie seine Gemahlin Adelheid, die bereits 1118 gestorben war, wurde er in Neresheim bestattet. Zwei Epitaphien erinnern noch heute an den Gründer der Abtei.
Der Sohn Ulrich wurde von Kaiser Heinrich V. 1111 zum Nachfolger des Konstanzer Bischofs Gebhard von Zähringen ernannt, wurde aber erst später geweiht. Er stiftete das Augustinerchorherrenstift St. Ulrich und Afra in Kreuzlingen.

## Hartmann II. und Adalbert I.

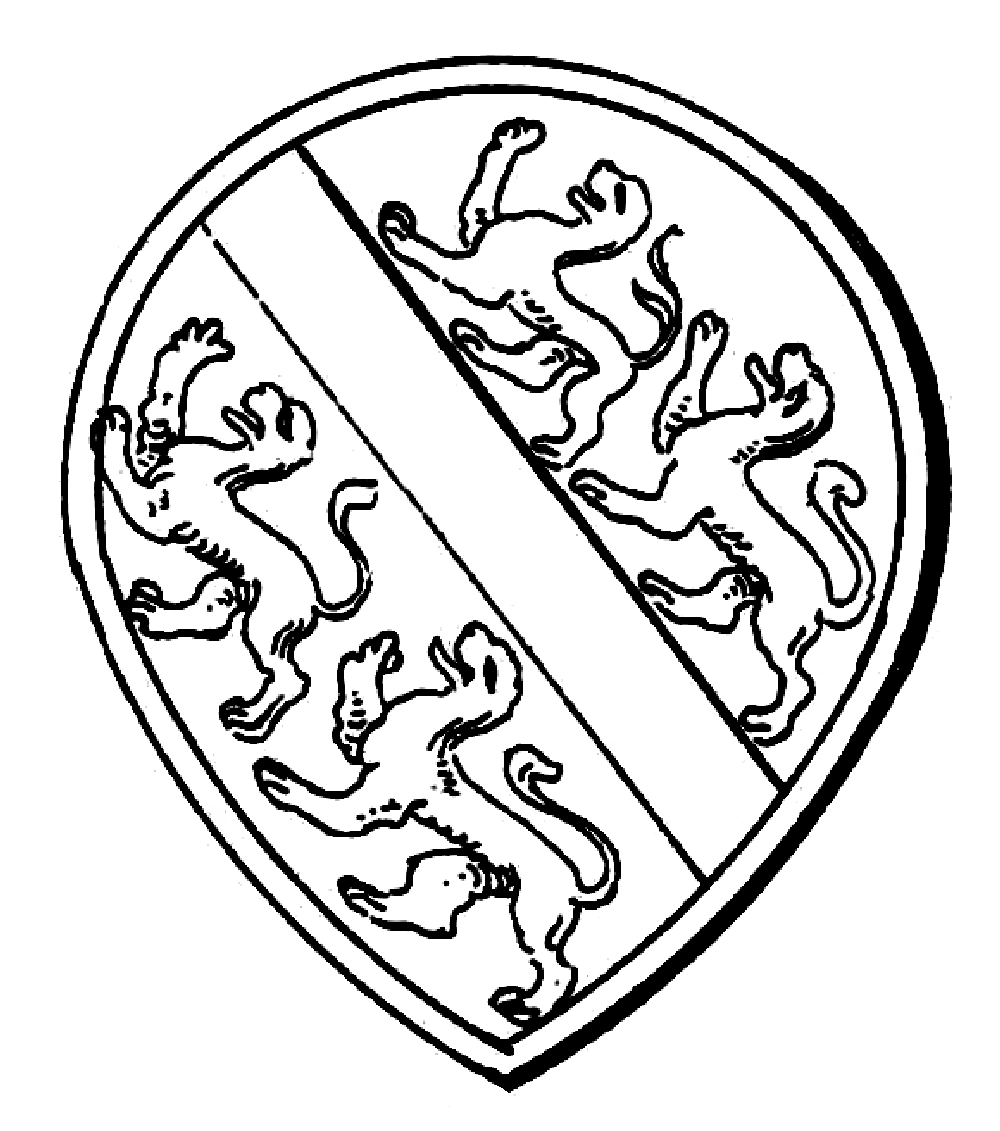
Siegel des Grafen Hartmann von Dillingen von ca. 1194: Ein Schrägbalken begleitet von je zwei hintereinander schreitenden Löwen

Unter den beiden Brüdern Hartmann II. und Adalbert I. erreichten Macht und Einfluss der Dillinger Grafen ihre größte Ausdehnung. Hartmann II. ist wahrscheinlich identisch mit dem Grafen Hartmann von Gerhausen bei Blaubeuren, dem Erbauer der Burg von Hohengerhausen. In den Annalen von Neresheim wird er als Hartmann der Jüngere, Graf zu Dillingen und Kyburg, bezeichnet. Wie sein Vater verbrachte er die letzte Zeit seines Lebens als Mönch in Neresheim, wo er 1134 wohl ohne männliche Nachkommen starb.
Sein Bruder Adalbert, der wohl vor 1080 geboren wurde, vergrößerte den Besitz in der heutigen Nordschweiz durch seine Heirat mit Mathilde oder Mechthilt von Mörsberg und beteiligte sich an der Auseinandersetzung zwischen Welfen und Staufern. Vermutlich war ihm die Verwaltung der kyburgischen Güter übertragen worden, da er in Urkunden stets als Graf von Kyburg bezeichnet wird. Nach dem Tod seines Bruders Hartmann vereinigte er das väterliche Erbe und residierte wohl auch in Dillingen. Er starb 1151 und wurde zum Ahnherren zweier Linien des Dillinger Grafengeschlechts, der Grafen von Dillingen (jüngerer Stamm ab 1180) und der Grafen von Kyburg aus dem Hause Dillingen (jüngerer Stamm ab 1180).
Seine Gemahlin beendete ihr Leben als Nonne in Neresheim. Sein Erbe fiel an die beiden Söhne Adalbert II. und Hartmann III.

## Adalbert II. und Hartmann III.
Durch seine Heirat mit Richenza, der Tochter des Grafen Arnold von Baden, konnte Hartmann III. seine Güter, Macht und Ansehen nach dem Tod seines Schwiegervaters durch das Lenzburger Erbe beträchtlich vermehren. Richenza, die früh starb, wohl um 1170, wurde im Kloster Beromünster bestattet. Durch Gründungen von Städten, die er planmäßig anlegen ließ (1178 Diessenhofen, 1180 Winterthur, vielleicht auch Frauenfeld im späten 12. Jahrhundert), steigerte er den Wert seiner neuen Besitzungen. Nach dem Tod seines Bruders Adalbert II. († 1170) vereinigte er für zehn Jahre die schwäbischen und die in der heutigen Schweiz liegenden Besitzungen. Hartmann III. starb in der zweiten Hälfte des Jahres 1180. In den Neresheimer Annalen wird er als Graf von Dillingen, Graf von Kyburg und Vogt des Neresheimer Klosters bezeichnet. Nach seinem Tod trennten sich die beiden Linien wieder. Sein Sohn Adalbert III. führte die Dillinger Linie fort, sein Sohn Ulrich die Kyburger Linie.

## Adalbert III.
Adalbert III. war mit einer Tochter von Otto I., des ersten Herzogs aus dem Haus Wittelsbach, verheiratet, die vermutlich Heilica hieß. 1189/90 nahm Adalbert in Begleitung seines Bruders Ulrich von Kyburg mit Kaiser Friedrich Barbarossa am Dritten Kreuzzug teil. Nach dem Tod des Kaisers Heinrich VI. war er auf der Seite des Herzogs Philipp von Schwaben, der 1208 von Pfalzgraf Otto VIII. von Wittelsbach, einem Cousin seiner Gemahlin, ermordet wurde. 1211 gründete Adalbert das Kloster Oberschönenfeld bei Augsburg und unterstellte es dem Zisterzienserkloster Kaisheim. Er starb 1214. Aus seiner Ehe mit Heilica sind ein Sohn und vier Töchter bezeugt. Seine Tochter Sophia wurde Priorin des Dominikanerinnenklosters Maria Medingen, das von Hartmann IV., ihrem Bruder, gegründet worden war.

## Hartmann IV.

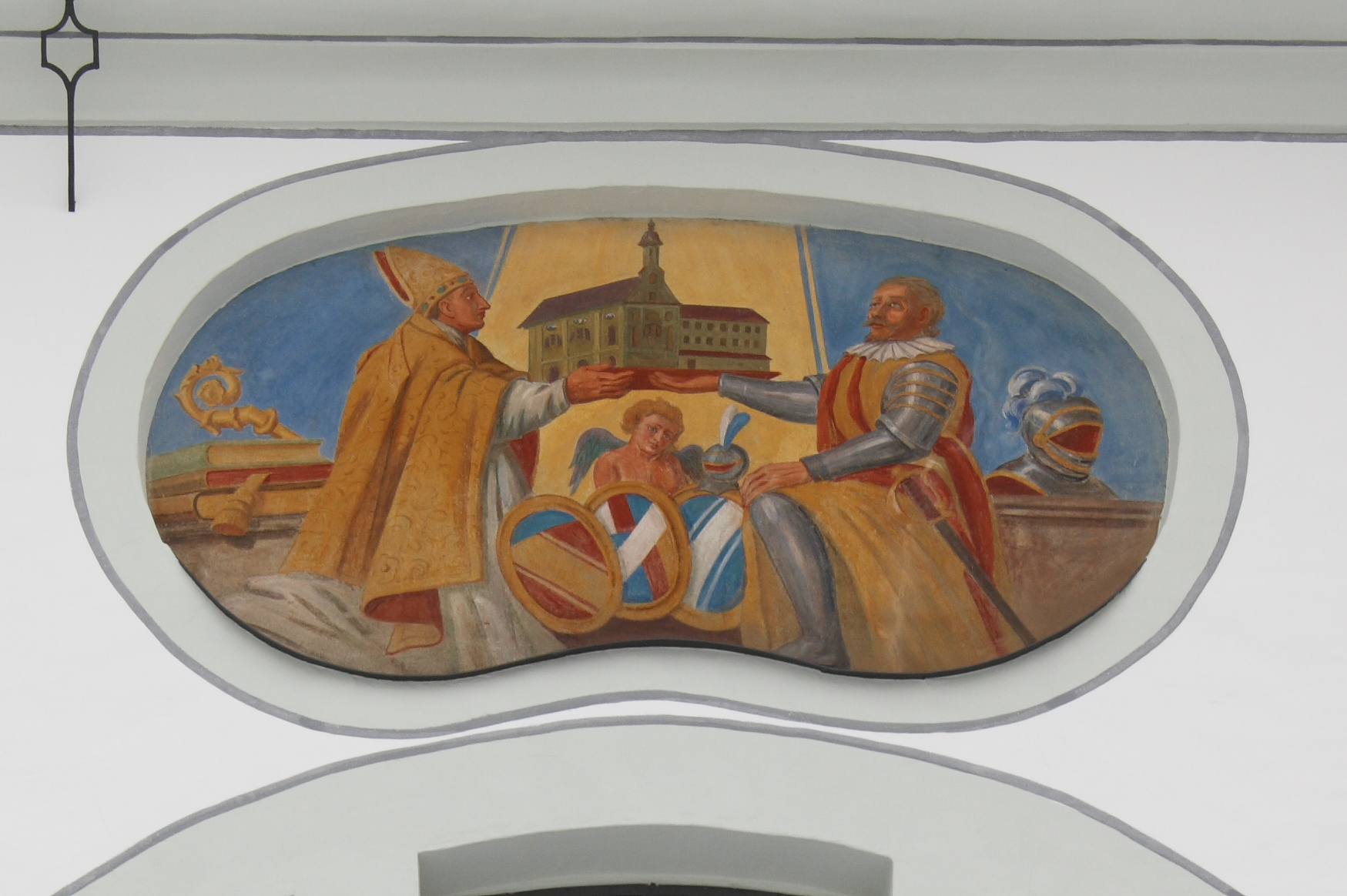
Hartmann IV. und Hartmann V., Fresko an der Klosterkirche der Franziskanerinnen in Dillingen

Der Sohn Adalberts III. wurde 1204 geboren. Er erlebte das Ende der Regierungszeit von Friedrich Barbarossa, die kurze Epoche unter Heinrich VI., das Doppelkönigtum unter Philipp von Schwaben und dem Welfen Otto IV., die Herrschaft von Friedrich II. und die ersten Regierungsjahre von Konrad IV. In verschiedenen Urkunden tritt Hartmann IV. als Zeuge Friedrichs II. in Erscheinung. Eine Urkunde aus dem Jahr 1214 erwähnt ihn mit dem Titel „marchio de Dilingen“ (Markgraf von Dillingen). Noch häufiger, vor allem in den Jahren 1225 bis 1228, wird Hartmann auf Urkunden von Heinrich VII., Sohn und Mitkönig von Friedrich II., genannt. Als sich Heinrich von seinem Vormund, dem bayerischen Herzog Ludwig I., dem Kelheimer, abwandte, kam es auch zum Bruch mit dem Grafen von Dillingen, der sich auf die Seite des Bayernherzogs, seines Onkels, schlug. Dieser Seitenwechsel wirkte sich zum Vorteil Hartmanns aus und er stand auf der Seite des Kaisers, als der seinen Sohn 1235 in Worms entthronte und gefangensetzen ließ. Hartmann war auch im Gefolge Friedrichs, als der sich im Spätherbst 1235 in Augsburg aufhielt.
Durch die Heirat einer Tochter Ottos II. von Bayern mit dem späteren König Konrad IV. kamen die Grafen von Dillingen in verwandtschaftliche Beziehung zur Familie des Kaisers. Hartmann IV. begleitete den Kaiser auf der Strafexpedition gegen den Babenberger Friedrich den Streitbaren und bezeugte mehrere Urkunden, darunter auch diejenige, in der die Stadt Wien dem Reich unterstellt wurde.
Als Auswirkung der Zugeständnisse, die Friedrich II. im Jahr 1231 im Statutum in favorem principum den Fürsten bewilligt hatte, verzichtete das Königtum im Herrschaftsbereich der Grafen von Dillingen auf die Ausübung verschiedener Hoheitsrechte. Hartmann IV. baute die um die Burg in Dillingen entstandene Siedlung aus, in der er die Hoheitsrechte des Grund- und Landesherren ausübte. Er ließ den Ort befestigen, Gericht halten, Zölle erheben, Markt abhalten. Außerdem ließ er Münzen prägen, vermutlich in Ulm, wo ihm ähnliche Hoheitsrechte zugefallen waren.
Nach der Überlieferung gründete er 1241 das Franziskanerinnenkloster in Dillingen und wohl auch das Kloster der Dominikanerinnen. Noch vor 1239 gründete Hartmann IV. das Dominikanerinnenkloster Maria Medingen in Mödingen. Für die Gründung eines Zisterzienserklosters verkaufte Hartmann IV. dem Edlen Heinrich von Rapperswil ein Gut in Wettingen. Die Marienkapelle in Wettingen wurde zur Grablege eines seiner Söhne und anderer Angehörigen seines Geschlechts. Auch die Klöster Kaisheim, Neresheim und andere Klöster bedachte er mit großzügigen Schenkungen.
Die Besitzungen der Grafschaft waren weitverstreut und bestanden aus Allodialgut, Lehen und Vogteien. In Ulm war der Graf von Dillingen Reichsvogt. Die Ritter von Söflingen und von Wittislingen bekleideten Hofämter nach dem Vorbild des königlichen Hofes, erstere als Truchsessen, letztere als Schenken.
Nach der Absetzung des Kaisers durch Papst Innozenz IV. auf dem Konzil von Lyon im Jahr 1245 wandte sich Hartmann IV. 1246 mit den schwäbischen Grafen Ulrich I. von Württemberg und Hartmann I. von Grüningen von Kaiser Friedrich II. und König Konrad IV. ab und unterstützte den Gegenkönig Heinrich Raspe. Dies führte zu kriegerischen Auseinandersetzungen mit Konrad IV., der 1246, 1247 und 1249 in die Grafschaft Dillingen einfiel und dabei Neresheim niederbrannte. Nach dem Tod Konrads IV. wurde 1254 in Urach ein schwäbischer Landfrieden geschlossen und Konrads minderjährigem Sohn Konradin im Gegenzug für seinen Verzicht auf die Königskrone das Herzogtum Schwaben zugesichert.
Hartmann IV. war mit Willibirg (oder Willibirgis) verheiratet, die einem hochadeligen Geschlecht (der Grafen von Württemberg oder der Edelfreien von Truhendingen) entstammte. Obwohl mindestens acht Kinder aus dieser Ehe hervorgingen, starb mit Hartmann IV. das Geschlecht der Grafen von Dillingen aus.

## Adalbert IV.
Letzter Graf von Dillingen war Adalbert (Adelbert oder Albert) IV., der Sohn von Hartmann IV. und seiner Gemahlin Willibirgis. Sein Name erscheint erstmals 1238 in einer Urkunde. In einer Urkunde aus dem Jahr 1255 wird er als „illustris nunc comes de Dilingen“ bezeichnet. Ihm wurde das Grafenamt noch zu Lebzeiten seines Vaters übertragen, vor dem er allerdings 1257 kinderlos starb. Nach seinem Tod fiel das Lehen an das Reich zurück und Richard von Cornwall, von 1257 bis 1272 römisch-deutscher König, belehnte 1261 den Bayernherzog Ludwig den Strengen mit sämtlichen Reichslehen des Albertus de Dylon (Albert von Dillingen).

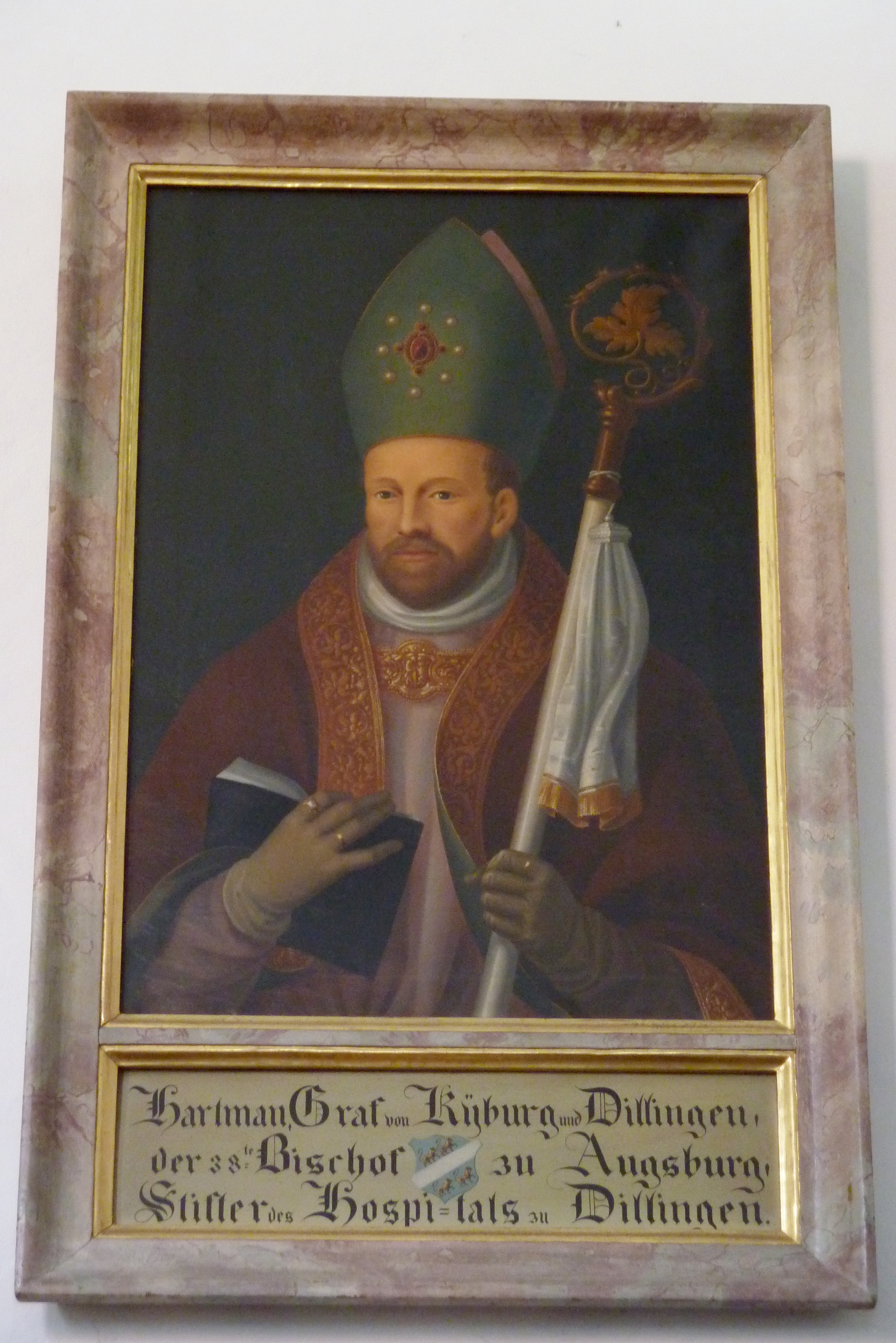
Hartmann V., Bischof von Augsburg, Gemälde aus dem 19. Jahrhundert in der Spitalkirche Heilig Geist in Dillingen

## Aussterben der Linie
Im Bewusstsein des Aussterbens der Dynastie schenkten Hartmann IV. und sein jüngster Sohn Hartmann V. im Mai 1257 dem 1237 von ihnen gegründeten Dillinger Spital einen Teil ihrer Besitzungen bei Dillingen und Wittislingen. Der letzte männliche Nachkomme der Grafen von Dillingen war Hartmann V. († 1286), einziger überlebender Sohn von Hartmann IV. Er war von 1248 bis 1286 Bischof von Augsburg und schenkte 1258 Burg und Stadt dem Hochstift Augsburg. 
Durch die Heirat mit Gräfin Willibirg von Dillingen gelangten die Grafen von Helfenstein in große Teile des Besitzes der Grafen von Dillingen. Die Bezeichnung Grafschaft Dillingen erscheint erst in Urkunden des 14. Jahrhunderts nach dem Aussterben des Geschlechts der Grafen von Dillingen.

## Persönlichkeiten
- Hucpald oder Hupald I. († 909)
- Dietpald I. († 955)
- Hupald IV. († 1074)
- Hartmann I. († 1121)
- Hartmann II. († 1134)
- Adalbert I. († 1151)
- Adalbert II. († 1170)
- Hartmann III. († 1180)
- Adalbert III. († 1214)
- Hartmann IV. von Dillingen († 1258)
- Adalbert IV. († 1257)